# أندريس غوميز (لاعب هوكي الحقل)
أندريس غوميز (بالإسبانية: Andrés Gómez)‏ هو لاعب هوكي الحقل إسباني، ولد في 12 أغسطس 1962.

## وصلات خارجية
- أندريس غوميز على موقع أوليمبيديا (الإنجليزية)